# Àmina (nom)
Àmina és un nom femení àrab (àrab: آمنة, Āmina) que literalment significa ‘que és fidel', ‘que és de confiança’. Si bé Àmina és la transcripció normativa en català del nom en àrab clàssic, també se'l pot trobar transcrit Amina. Entre les dones que han dut aquest nom destaca la mare del profeta Muhàmmad, Àmina bint Wahb.
Cal no confondre aquest nom amb Amina, un altre nom de pila àrab, forma femenina d'Amín.
Vegeu aquí personatges i llocs que duen aquest nom.